# Caso Fripur
El Caso Fripur  es el nombre de una investigación y proceso judicial uruguayo, iniciado en 2016. Es un caso de fraude, bienes prendados y desvío de fondos de una de las principales empresas del país, Fripur, que entró en concordato en 2016. 
La empresa Frigorífico Pesquero del Uruguay S.C. contrajo una deuda con más de novecientos empleados, acreedores, con el Banco República (BROU), el Banco Santander de Uruguay y el Banco de Previsión Social (BPS) en un importe de más de 60 millones de dólares.
La referencia al proceso es Caso 2-37365/2016 Banco de la República Oriental del Uruguay denuncia.

## Contexto
La empresa uruguaya Frigorífico Pesquero del Uruguay S.C. conocida como Fripur fue una de las industrias pesqueras uruguayas más importantes, en cuanto a frutos del mar, pesca y productos congelados. Fue fundada en 1939 y su planta procesadora principal se encontraba en el barrio La Aguada.
La empresa perteneció la familia Fernández Alonso. Los hermanos Máximo y Alberto Fernández Alonso estaban a cargo del emprendimiento.
La Central de Riesgos Crediticios del Banco Central del Uruguay considera que las empresas Fripur SA, junto a varias otras, junto a las diferentes personas pertenecían a las diferentes personas Alberto Rodrigo Fernández Alonso, Máximo Fernández Alonso, integran el mismo grupo económico.
Además el empresario Alberto Fernández Alonso tenía vínculos con la política y fue también cónsul general honorario de Malta en Uruguay.
Conformando el siguiente organigrama: presidente Máximo Fernández, vicepresidente Alberto Fernández y secretaria Magdalena Rodríguez.
En 2007 tras una merma del entorno del 35% en las exportaciones la empresa entró en crisis. A pesar de eso, la empresa continuó recibiendo préstamos por parte del BROU.
En 2007 y 2008 la Dirección Nacional de Recursos Acuáticos (Dinara) sancionó a la empresa con una multa de 46 000 pesos por irregularidades. 
Los servicios técnicos de la Dinara recomendaron la sanción máxima a Fripur (unas 5 000 unidades reajustables, ur) finalmente a Fripur se la terminó sancionando con la multa mínima (100 ur, equivalente a 46 000 pesos).

## Instancias

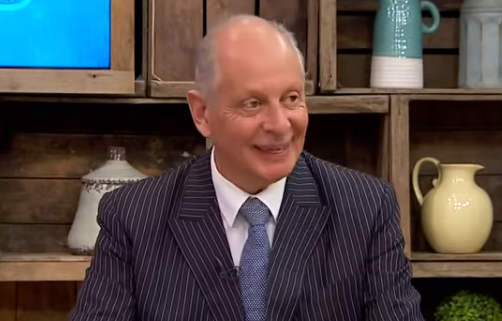
Gustavo Salle en 2019

- El 1 de agosto de 2014 se decretó el concurso de la empresa.[7]
- El 18 de agosto de 2015 y tras 39 años se cierra la empresa.[14][6]
- El 19 de agosto de 2015, una delegación del Sindicato de la pesca (Suntma) denunció en la Comisión de Legislación del Trabajo de Diputados que los Fernández Rodríguez desviaron hacia otros emprendimientos de la familia el dinero otorgado por el BROU.
- El 16 de septiembre de 2019, la presidenta del BROU, Sylvia Naviero, afirmó ante la misma comisión que el grupo económico Fripur debía 67 744 000 dólares.[15]
- En 2016 comienza una investigación judicial, iniciada por denuncia del abogado y político uruguayo Gustavo Salle.
- El mismo año uno de sus principales representantes, Máximo Fernández Alonso, fallece.[12]
- El 19 de septiembre de 2016, la empresa de energía eléctrica UTE se presenta ante la justicia uruguaya para cobrar la deuda contraída por Fripur.[16][17]
- El 11 de mayo de 2017 la justicia uruguaya autoriza el pago de 3 millones de dólares a 600 exempleados de Fripur. La empresa fue vendida en 17 millones de dólares a la firma canadiense Cooke Aquaculture.[18] El dinero de la venta fue repartido en tres partes al banco con que mantenía una deuda a los empleados de la empresa que no cobraron sus haberes y otros gastos como luz a UTE y agua a OSE que se generaron tras el cierre de la empresa.[2][19]
- En marzo de 2019 es entregado a la justicia uruguaya el informe Carpeta Nº 1834 de 2017, elaborado por un equipo multidisciplinario.[20]
- En junio de 2019, el Banco República (BROU) descubrió una propiedad que había sido puesta a nombre de un testaferro para evitar que dicha casa fuera ejecutada. La mansión ubicada en el Barrio de Carrasco en Montevideo fue tasada en 1,5 millones de dólares.[21]
- El 20 de diciembre, el juez Nelson Dos Santos ordenó la detención de Alberto Fernández, que fue procesado por ofrecer garantías insolventes por un monto de 10,3 millones de dólares al Blanco República. La policía fue a buscarlo a su casa pero no lo encontraron.[11][22][23]
- El 23 de diciembre de 2019, el dueño de Fripur, Alberto Fernández, se entregó a la justicia a primera hora de la mañana. Fue derivado desde el juzgado y acompañado por custodia policial al Centro de Diagnóstico y Derivación de Personas Procesadas del INR.[11]
- El 24 de diciembre de 2019, Alberto Fernández es trasladado al Hospital Británico de Montevideo debido a su delicado estado de salud.[24]

En septiembre de 2020 juez Dos Santos le concedió después de nueve meses de prisión la libertad a Fernández mientras continúa el proceso en su contra.

## Repercusiones
En 2015 se escribieron los vínculos de Alberto Fernández de Fripur y la política, en el libro El club de los millones del político y escritor Fernando Amado.
En septiembre de 2017 se estrenó en Cinemateca Pecera, un documental uruguayo de Emiliano Grassi y Ana Gotta que relata el año de ocupación de los empleados de Fripur que en su mayoría eran mujeres jefas de familia.